# Dafydd James
Pour les articles homonymes, voir James.
Pas d'image ? Cliquez ici

a Compétitions nationales et continentales officielles uniquement.

b Matchs officiels uniquement.
Dernière mise à jour le 9 août 2019.
Dafydd Rhys James est né le 24 juillet 1975 à Mufulira (Zambie). C’est un joueur de rugby à XV, qui joue avec l'équipe du pays de Galles entre 1996 et 2007, évoluant au poste de centre ou d'ailier (1,90 m pour 95 kg). Il a joué avec les Lions britanniques en 2001.

## Carrière
Il a disputé son premier test match le 22 juin 1996, contre l'équipe d'Australie.
James a participé à la coupe du monde 1999 (3 matchs, défaite en quarts de finale) et 2007 (1 match, 1 essai, éliminé en poule).
Il a disputé trois test matchs avec les Lions britanniques, en 2001 (Australie).
Il a notamment joué avec les Llanelli Scarlets en Coupe d'Europe et en Celtic league. En 2004-05, il avait disputé la coupe d'Europe avec les Harlequins (rugby) (6 matchs et 2 essais) et le championnat d'Angleterre (15 matchs, 1 essai).
En 2009, alors que les Llanelli Scarlets ne renouvellent pas son contrat, le club de Pro D2 d'Aix-en-Provence annonce sa venue, mais James signe finalement chez les Cardiff Blues.

## Palmarès
- 4e meilleur marqueur d'essais de l'histoire de la Coupe d'Europe (29 essais) derrière l'Anglais Chris Ashton, le Français Vincent Clerc et l'Irlandais Brian O'Driscoll
- En équipe nationale : 51 sélections
- 15 essais (75 points)
  - Sélections par année : 4 en 1996, 2 en 1997, 5 en 1998, 12 en 1999, 6 en 2000, 9 en 2001, 6 en 2002, 2 en 2005, 2 en 2006 et 3 en 2007
  - Tournois des cinq/six nations disputés : 1997, 1998, 1999, 2000, 2001, 2002 et 2006.